# 안미초등학교
안미초등학교는 대한민국 강원특별자치도 평창군에 있는 공립 초등학교이다.

## 학교 연혁
- 1943년 5월 31일: 설립인가
- 1943년 6월 15일: 안미국민학교 개교

## 참고 자료
- 안미초등학교 - 한국교육학술정보원 학교알리미